# Remoria
 (novembre 2019).
Remoria est un lieu lié à la légende de fondation de Rome par Romulus et Rémus.

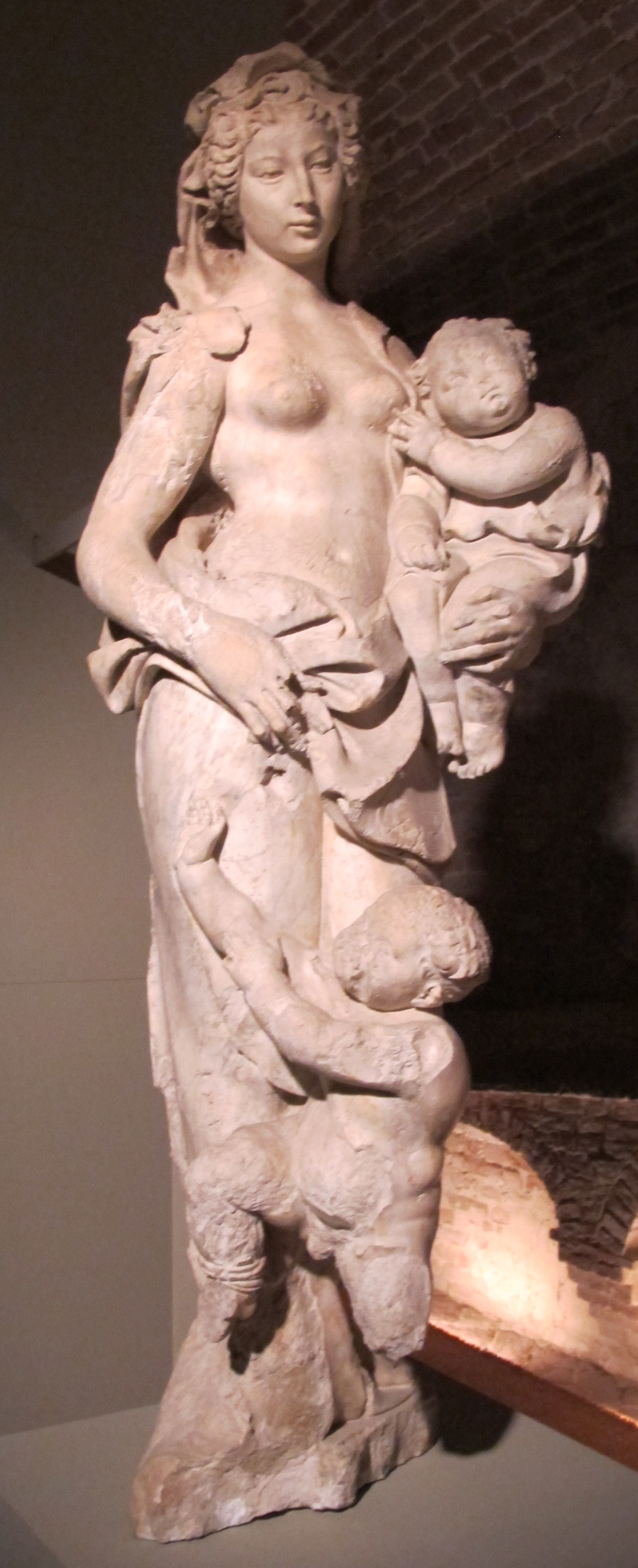

Selon la tradition,, il y avait une colline près du Tibre, à cinq miles en aval du Palatin où Rémus voulu construire la future ville et où il fut enterré. La tradition est conservée par Festus.
Dans la version de Plutarque, la partie haute de l'Aventin est l' auguraculum et lieu de sépulture de Rémus, mais sous les noms de Ρεμώνιον, Ρεμώνια, ou, « comme on l'appelle maintenant », Ριγνάριον.
Il semble que Remoria était une partie de l'Aventin, près de l'église Santa Balbina all'Aventino, identifiée avec le Saxum,.